# Là où il n'y a pas de docteur

Là où il n'y a pas de docteur est un manuel de soins de santé écrit d'abord en espagnol, en 1970, par David Werner (en) (titre Donde no Hay doctor. Una guía para los campesinos que viven lejos de los centros médicos ou « Là où il n'y a pas de docteur, un guide pour les villageois qui vivent loin des centres médicaux ») et fondé sur les enseignements du Projet Piaxtla au Mexique occidental    Cet ouvrage est ensuite publié par les Guides de santé Hesperian (en) sous le titre : Where There Is No Doctor: A Village Health Care Handbook
Traduit en français, il connaît plusieurs éditions dans cette langue. Aujourd'hui, ce manuel de soins est traduit dans plus de 80 langues.